# Iuri Lituiev
Iuri Lituiev   (Irbit, 11 d'abril de 1925 - Moscou, 3 de febrer de 2000) va ser un atleta rus, especialista en els 400 metres tanques, que va competir sota bandera soviètica durant les dècades de 1940 i 1950. Fou el corredor de tanques més destacat d'Europa del moment. Es casà amb la també atleta Valentina Bogdanova.
El 1952 va prendre part en els Jocs Olímpics de Hèlsinki, on disputà tres proves del programa d'atletisme. Guanyà la medalla de plata en els 400 metres tanques, rere l'estatunidenc Charles Moore, mentre en les altres dues proves quedà eliminat en sèries. Quatre anys més tard, als Jocs de Melbourne, fou quart en els 400 metres tanques.
En el seu palmarès destaquen tres medalles en els 400 metres tanques al Campionat d'Europa d'atletisme. D'or el 1958 i de plata el 1950 i 1954. També guanyà tretze campionats nacionals: els 200 metres el 1952; 400 metres el 1951; 400 metres tanques entre 1950 i 1955, 1957 i 1958; i el 4x400 metres el 1950, 1954 i 1957; i va millorar setze rècords soviètics. El setembre de 1953 millorà el rècord del món dels 400 metres tanques amb un temps de 50.4". L'octubre de 1954 millorà el rècord del món dels 440 iardes tanques amb un temps de 51.3". Entre 1952 i 1960 va posseir el rècord d'Europa dels 400 metres tanques.
Un cop retirat passà a exercir d'entrenador del CSKA de Moscou i de la selecció soviètica d'atletisme.

## Millors marques
- 400 metres. 48.2" (1953)
- 400 metres tanques. 50.4" (1953)[1][7]